# Sonate e interludi
Sonate e interludi (in inglese Sonatas and Interludes) è un ciclo di venti composizioni musicali per pianoforte preparato del compositore statunitense d'avanguardia John Cage, il quale lo portò a termine fra il 1946 e il 1948, subito dopo essere stato introdotto alla filosofia indiana e aver appreso gli insegnamenti di Ananda Coomaraswamy, che lo avrebbero poi influenzato per i lavori successivi. Molto più complesso delle altre opere di Cage per il suddetto strumento, è generalmente riconosciuto come una delle sue prove migliori.
Il ciclo è costituito da sedici sonate – tredici delle quali organizzate nella tradizionale forma bipartita di scuola barocca, mentre le restanti tre in quella tripartita – e quattro interludi, il cui scopo consiste nell'esprimere attraverso il flusso musicale le otto emozioni permanenti dell'estetica rasa, vale a dire quelle suscitate da un'opera d'arte e che non possono essere descritte a parole. L'autore adottò un'articolata strategia compositiva fondata sulle proporzioni annidate, secondo cui una sequenza arbitraria di numeri naturali e frazioni governa la struttura di ciascun brano sia a livello macroscopico sia microscopico.

## Composizione

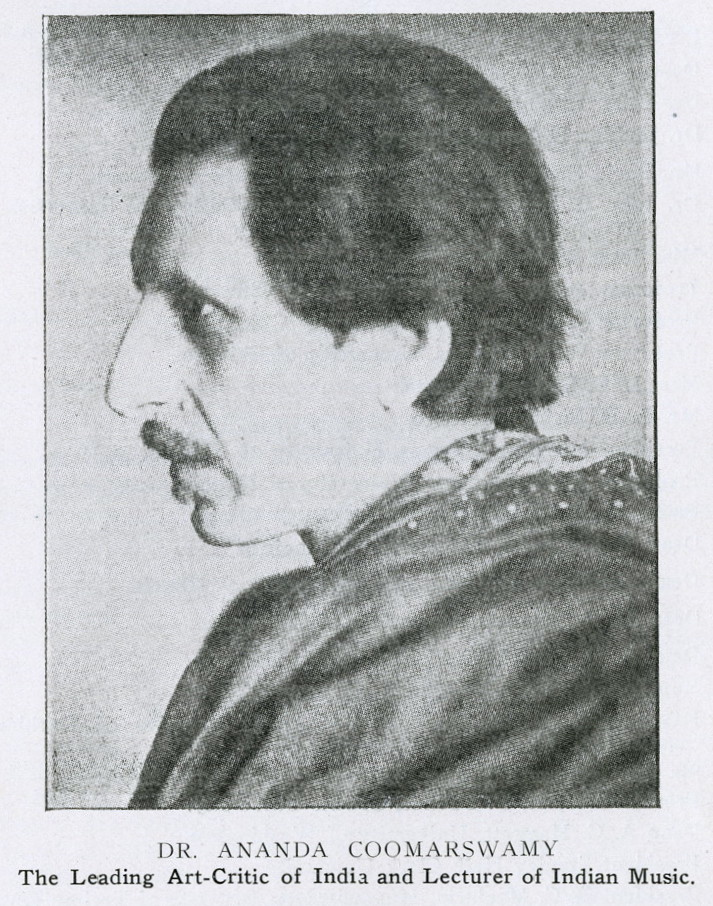
Ananda Coomaraswamy (qui nel 1916)

Nei primi anni quaranta, John Cage stava attraversando una profonda crisi artistica: le sue opere infatti erano raramente accettate dal pubblico e stava diventando sempre più disilluso riguardo all'idea dell'arte come mezzo di comunicazione. Al contempo dovette affrontare la separazione dalla moglie, con la quale aveva vissuto fino al 1945, e un cambiamento nel suo orientamento sessuale, accaduto nel 1942. 
In seguito spiegò che «ho spesso frainteso ciò che un altro compositore stava dicendo semplicemente perché non capivo appieno il suo linguaggio. E ho constatato come altre persone fraintendessero ciò che io stesso stavo dicendo quando dicevo qualcosa di preciso e diretto».
All'inizio del 1946, incontrò Gita Sarabhai, una musicista indiana che venne negli Stati Uniti preoccupata per l'influenza occidentale sulla musica del suo Paese e che voleva trascorrere diversi mesi negli Stati Uniti, studiando la musica occidentale. Prese lezioni di contrappunto e di musica contemporanea da Cage, che si era offerto di insegnargliele gratuitamente se in cambio ella lo avesse iniziato alla musica e alla filosofia indiane. Lo scopo della musica, secondo Sarabhai, era quello di «equilibrare e calmare la mente, rendendola così suscettibile alle influenze divine», e questa definizione divenne uno dei cardini della visione di Cage sulla musica e sull'arte in generale.
Circa nello stesso periodo, il compositore iniziò a studiare gli scritti dello storico dell'arte indiano Ananda Coomaraswamy, dai quali apprese le nozioni dell'estetica rasa e delle sue "emozioni permanenti", le quali sono divise in due gruppi: quattro bianche (umorismo, meraviglia, erotico ed eroico, da intendersi come «accettare la propria esperienza») e quattro nere (rabbia, paura, disgusto e tristezza). Sono le prime otto delle navarasas o navrasas, che tendono tutte verso la nona: la quiete interiore (Śāntarasa). Sebbene non specificò mai a quale di esse si riferisca ciascuna composizione, o se esista una corrispondenza così diretta e univoca tra di loro, Cage affermò che «i pezzi con suoni simili a [quelli delle] campane ricordano l'Europa e altri con una sonorità simile a [quella di] un tamburo richiamano l'Oriente» e che in particolare la Sonata XVI, l'ultima, «è chiaramente europea. Era tipica di un compositore occidentale».
A febbraio del 1946, John Cage si mise a tutti gli effetti al lavoro sul ciclo, durante il soggiorno a New York. L'idea di una raccolta di brani brevi gli era stata suggerita dal poeta Edwin Denby, che aveva osservato come essi potessero avere le stesse identiche qualità e contenuti di pezzi più lunghi. La scelta dei materiali e la tecnica di preparazione del pianoforte dipendevano in gran parte dall'improvvisazione: egli disse che la sua opera era composta «suonando il piano, ascoltando le differenze [e] compiendo una scelta». Per diversi aspetti Cage offrì una metafora poetica per questo processo, confrontandolo con il raccogliere le conchiglie mentre si cammina lungo una spiaggia. All'inizio del 1947 interruppe la lavorazione per scrivere The Seasons, un balletto in un atto anch'esso ispirato alla filosofia indiana. Tornato agli inizi dell'anno successivo su Sonate e interludi, lo completò a marzo.

Dedicò l'opera all'amica pianista Maro Ajemian, la quale fu la prima in assoluto non solo a eseguirla, ma anche a suonarla nella sua interezza (durante un concerto tenutosi il 12 gennaio del 1948 al Carnegie Hall e replicato per due sere consecutive) e a inciderla in studio (tramite la Dial Records nel 1951). Le reazioni della critica musicale furono contrastanti, ma generalmente positive. Il The New York Times descrisse l'esecuzione al Carnegie Hall in questo modo:
(The New York Times)

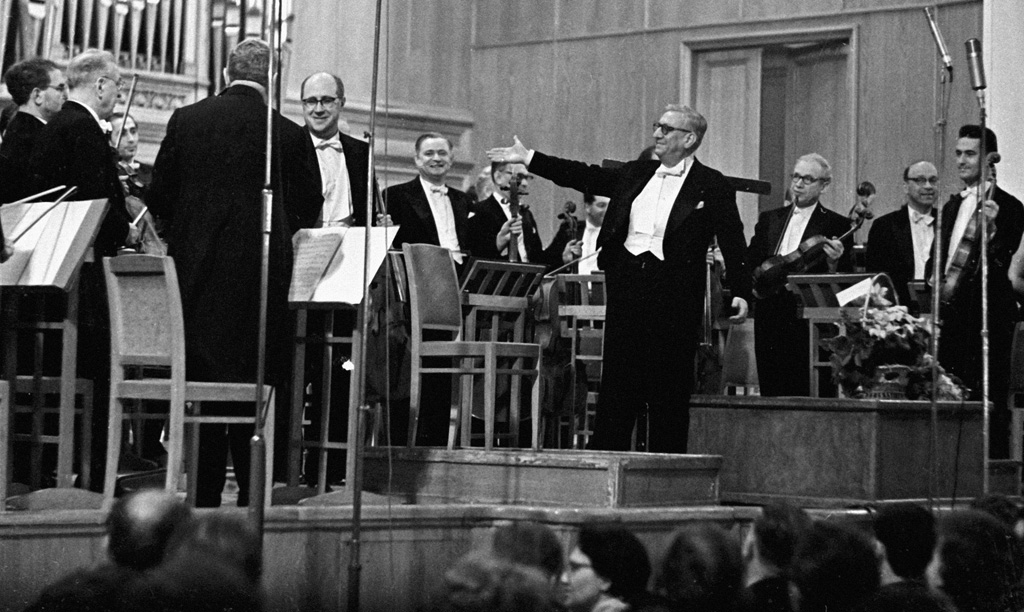
Durante il suo soggiorno parigino, John Cage conobbe il compositore Henri Sauguet (in foto il quarto da destra in un concerto tenutosi al Conservatorio di Mosca nel 1964), che gli fece dono, come segno d'apprezzamento di Sonate e interludi, dello spartito di Vexations di Erik Satie

Sonate e interludi fece comunque guadagnare un certo successo a John Cage, che sempre nel 1949 ottenne la Fellowship della Guggenheim Foundation, da cui ricevette una borsa di studio, con la quale poté compiere un viaggio di sei mesi in Europa per allestire nuovi concerti in giro per le varie capitali. A Parigi in particolare ebbe l'occasione di fare nuove esperienze artistiche: infatti il 7 giugno incontrò Olivier Messiaen, che aiutò a organizzare un'esecuzione del suo ciclo per i suoi studenti, e strinse una solida e feconda amicizia con Pierre Boulez (le cui Deuxième Sonate lo avevano folgorato), il quale divenne uno dei primi ammiratori del suo lavoro a tal punto che volle scrivere un discorso introduttivo per lo spettacolo del 17 giugno al salone di Suzanne Tézenas. Nel frattempo iniziò a scrivere String Quartet in Four Parts, la terza e ultima opera influenzata dalla filosofia indiana.
Il Grove Dictionary of Music and Musicians presenta il ciclo di composizioni in questi termini:

## Analisi

### Preparazione del pianoforte

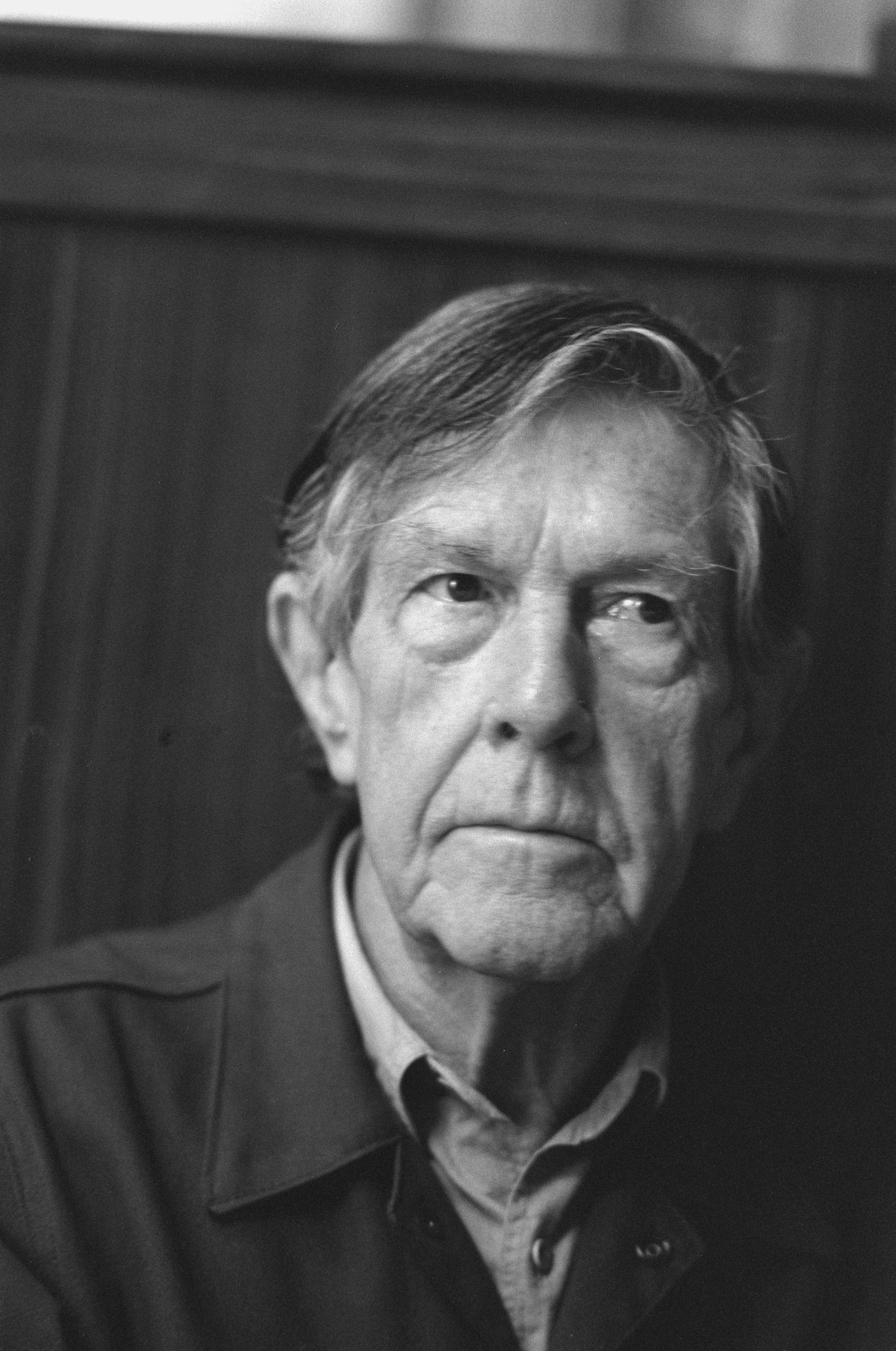
John Cage

Nel testo che accompagnava la prima registrazione di Sonate e interludi, Cage scrisse specificamente che le preparazioni non erano una critica allo strumento musicale, ma una semplice misura pratica. Le aveva già ampiamente sperimentate in molti suoi pezzi precedenti, partendo da Bacchanale (realizzato nel 1940 per uno spettacolo di danza di Syvilla Fort), di fatto il primo brano per piano preparato, e passando per numerosi altri, come Totem Ancestor, In the Name of the Holocaust (entrambi del 1942 per due balletti di Merce Cunningham), Our Spring Will Come (destinata a un'esibizione di danza di Pearl Primus del 1943) e Music for Marcel Duchamp (1946). Tuttavia, nel ciclo la preparazione si distingue da questi precedenti per la sua notevole complessità: in non meno di due o tre ore vengono preparate infatti quarantacinque note, principalmente usando un cospicuo numero di viti, quindici pezzi di gomma, quattro pezzi di plastica, una gomma per cancellare e diversi dadi e bulloni. Nonostante le istruzioni dettagliate, qualsiasi preparazione è destinata a essere diversa dalle altre e lo stesso compositore suggerì come non esistesse un piano rigoroso a cui aderire:
(John Cage)
Egli evitò di usare troppo il registro grave dello strumento, gran parte del materiale melodico, infatti, si riscontra nel registro soprano. Delle quarantacinque note preparate, solo tre appartengono alle altrettante ottave più basse sotto il Fa#3: Re3, Re2 e Re1. Inoltre, Re2 è preparato in modo tale che il suono prodotto abbia la frequenza di un Re4 (ottenendo, così, due varianti possibili di questa nota, una più preparata dell'altra). La parte della tastiera sopra Fa#3 è divisa in circa tre registri: basso, medio e alto (il primo ha la preparazione più massiccia, mentre l'ultimo la più leggera). L'effetto può essere vario: alcune note risulteranno inalterate nel suono e nella frequenza, mentre altre appariranno stonate o con sonorità metalliche, tintinnanti e simili a quelle di strumenti a percussione, che non hanno alcun legame con la propria frequenza fondamentale. L'uso del pedale una corda, che fa sì che i martelli colpiscano solo due delle tre corde di ciascuna nota (o una, per quelle che ne hanno due), complica ulteriormente la questione; ad esempio, la nota Do5 avrà un suono metallico senza alcuna fondamentale distinzione a pedale premuto, ma suonerà abbastanza normale a pedale sollevato. Cage era pienamente consapevole delle implicazioni di ciò, dato che alcune sonate presentano un'interazione tra due versioni di una nota, altre invece pongono particolare enfasi su note particolari e altre ancora dipendono molto da combinazioni particolari delle varianti.
Il giornalista italiano Andrea Rebaudengo nel suo articolo John Cage, il pianoforte preparato, pubblicato il 21 giugno 2008 per il webzine PeaceReporter, scrisse che il risultato di quest'operazione di deviazione timbrica «è affascinante: una serie di nuovi colori il cui accostamento genera infinite combinazioni. [...] Alcune sonate spiccano per la genialità dell'invenzione: ad esempio la n.5, con il suo incedere implacabile e le scelta dei timbri più stranianti, ci ricorda le più riuscite "computer music" degli anni a venire. Sì perché in fondo questi suoni, che più manuali e artigianali non si può, spesso sembrano quelli elettronici che vengono creati seviziando sinusoidi e logaritmi».

### Struttura

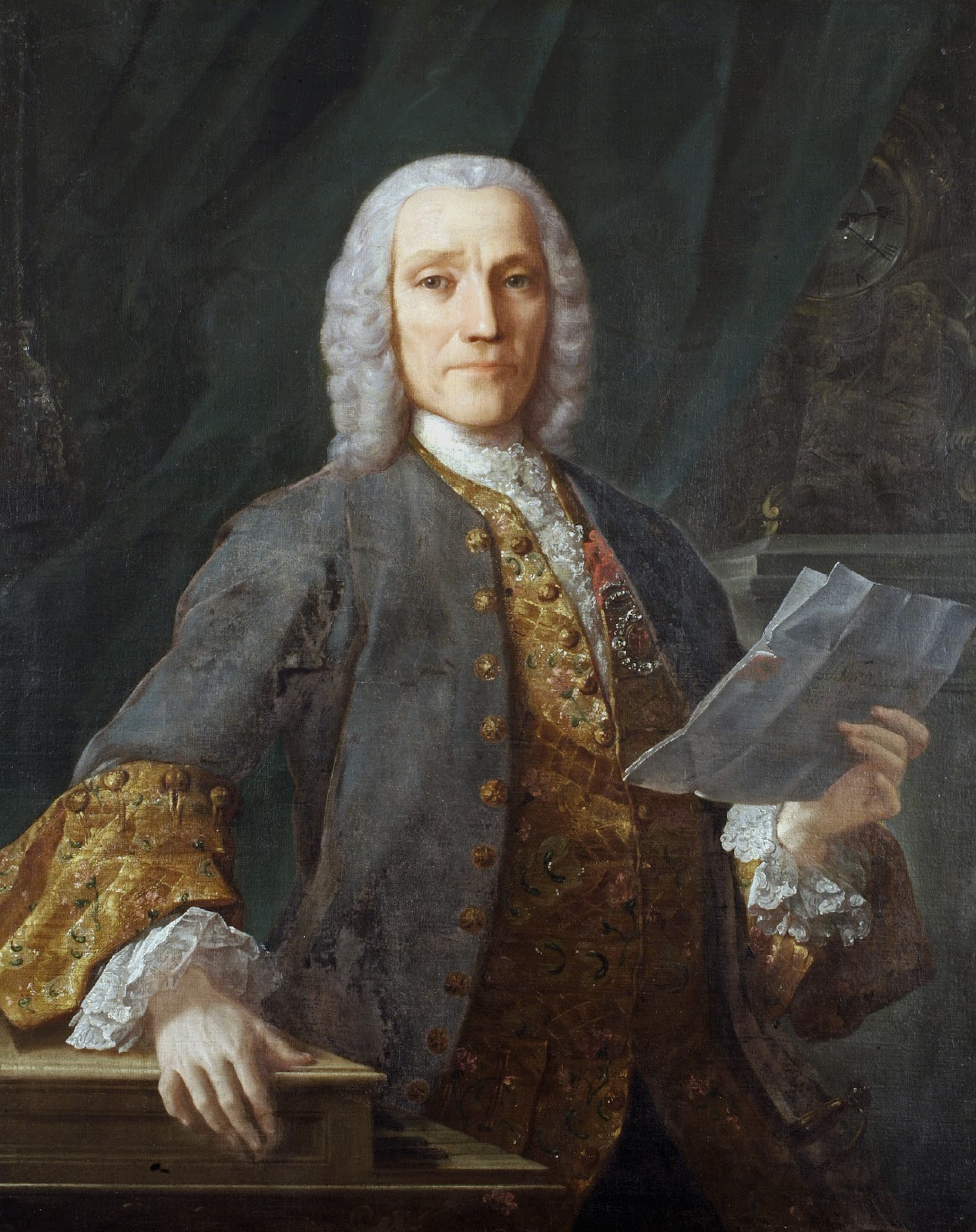
John Cage si ispirò, tra le altre, anche alle sonate di Domenico Scarlatti, che erano divise per l'appunto in due parti e avevano il proprio ritornello

Come già accennato, il ciclo comprende sedici sonate e quattro interludi, sistemati simmetricamente in quattro gruppi di quattro sonate l'uno separati reciprocamente da un interludio a struttura chiasmica nel seguente modo:
Sonatas I–IV    Interlude 1    Sonatas V–VIII
Interludes 2–3
Sonatas IX–XII    Interlude 4    Sonatas XIII–XVI
Cage si riferiva ai suoi componimenti chiamandoli «sonate», nel senso che sono strutturati proprio come le prime sonate per pianoforte classico (secondo cioè lo schema AABB), sebbene non siano fusi nella forma-sonata, più tarda ed elaborata. Ci sono tuttavia delle eccezioni:  Sonata IX, Sonata X e Sonata XI infatti comprendono tre sezioni (preludio, interludio e postludio), mentre Sonata XIV e Sonata XV seguono sì lo schema AABB ma sono accoppiate e hanno il titolo congiunto Gemini—after the work of Richard Lippold. Gli interludi, d'altra parte, non hanno uno schema unificante: i primi due sono di fatto movimenti in forma libera, mentre gli altri hanno una struttura a quattro sezioni con ripetizioni per ognuna di queste.
| Brano       | Forma    | Proporzioni              | Dimensioni dell'unità |
| ----------- | -------- | ------------------------ | --------------------- |
| Sonata I    | AABB     | 1¼, ¾, 1¼, ¾, 1½, 1½     | 7                     |
| Sonata II   | AABB     | 1½, 1½, 2⅜, 2⅜           | 7¾                    |
| Sonata III  | AABB     | 1, 1, 3¼, 3¼             | 8½                    |
| Sonata IV   | AABB     | 3, 3, 2, 2               | 10                    |
| Interlude 1 | N/A      | 1½, 1½, 2, 1½, 1½, 2     | 10                    |
| Sonata V    | AABB     | 2, 2, 2½, 2½             | 9                     |
| Sonata VI   | AABB     | 2⅔, 2⅔, ⅓, ⅓             | 6                     |
| Sonata VII  | AABB     | 2, 2, 1, 1               | 6                     |
| Sonata VIII | AABB     | 2, 2, 1½, 1½             | 7                     |
| Interlude 2 | N/A      | N/A                      | 8                     |
| Interlude 3 | AABBCCDD | 1¼, 1¼, 1, 1, ¾, ¾, ½, ½ | 7                     |
| Sonata IX   | ABBCC    | 1, 2, 2, 1½, 1½          | 8                     |
| Sonata X    | AABBC    | 1, 1, 1, 1, 2            | 6                     |
| Sonata XI   | AABCC    | 2, 2, 3, 1½, 1½          | 10                    |
| Sonata XII  | AABB     | 2, 2, 2½, 2½             | 9                     |
| Interlude 4 | AABBCCDD | 1, 1, 1, 1, 1, 1, 1¼, 1¼ | 8½                    |
| Sonata XIII | AABB     | 1½, 1½, 3½, 3½           | 10                    |
| Sonata XIV  | AABB     | 2, 2, 3, 3               | 10                    |
| Sonata XV   | AABB     | 2, 2, 3, 3               | 10                    |
| Sonata XVI  | AABB     | 3½, 3½, 1½, 1½           | 10                    |

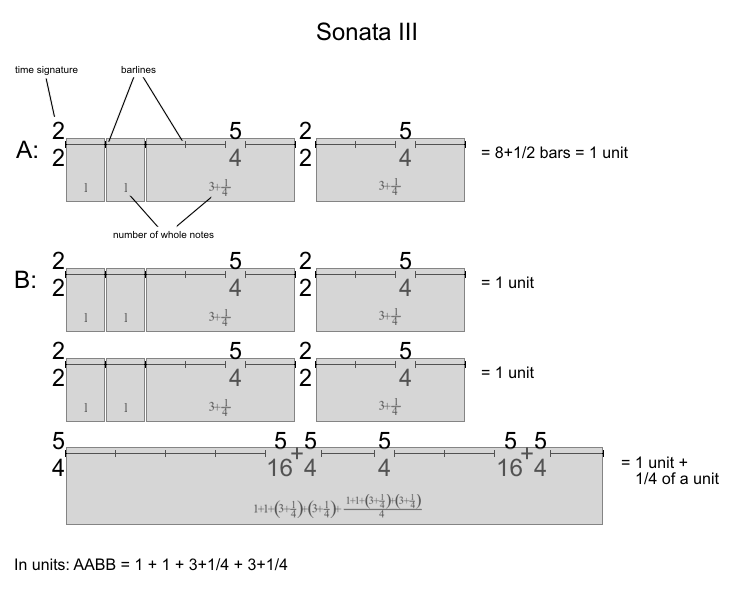
Schema esemplificativo delle proporzioni annidate nella Sonata III

John Cage usò come tecnica compositiva principale quella delle proporzioni annidate, secondo cui una sequenza arbitraria di numeri definisce la struttura di un pezzo sia a livello macroscopico sia microscopico, in modo che le parti più grandi di ogni brano siano nella stessa relazione con l'insieme come le parti più piccole lo sono con una singola unità di esso. Ad esempio, la proporzione per Sonata III, in semibrevi, è 1, 1, 3¼, 3¼; un'unità qui è uguale a 8½ battute (la fine di un'unità è contrassegnata da una doppia battuta nella partitura, a meno che non coincida con la fine di una sezione) e la struttura è AABB. Dal punto di vista microscopico, la sezione A è costituita da una singola unità, composta secondo una proporzione data. A viene ripetuta, cosicché AA costituisce la prima parte della proporzione a livello macroscopico (1, 1); allo stesso modo, B è costituita da tre unità e un'appendice di ¼ di unità e si ripete, producendo BB che indica la seconda metà della proporzione (3¼, 3¼). Pertanto, dal punto di vista macroscopico, AABB ha proporzioni 1, 1, 3¼, 3¼ e anche le frasi musicali all'interno di ciascuna unità sono regolate dalla medesima proporzione.
Le proporzioni furono scelte arbitrariamente, tranne che per gli ultimi quattro pezzi del ciclo: Sonata XIII e Sonata XVI usano di fatto proporzioni simmetriche, mentre Sonata XIV e Sonata XV condividono le proporzioni 2, 2, 3, 3. Il compositore spiegò questa simmetria e l'adesione di tutte e quattro le sonate all'unità a dieci battute come espressione di tranquillità. La complessità delle proporzioni lo spinse a usare fraseggi musicali asimmetrici e cambi di tempo piuttosto frequenti per ottenere una correlazione contemporaneamente microscopica e macroscopica. Ad esempio, la lunghezza unitaria di 8½ nella prima sezione della Sonata III si ottiene utilizzando sei battute in 2/2 e due in 5/4 (anziché otto battute in 2/2 e una in 1/2). In molte sonate la microstruttura – come sono costruite le linee melodiche – si discosta leggermente dalla proporzione predefinita.

Cage aveva già usato spesso la tecnica delle proporzioni annidate e le sue variazioni, a partire da First Construction (in Metal) (1939), ma in Sonate e interludi essa si fa maggiormente complessa, con un marcato uso delle frazioni. Pierre Boulez, nel suo commento all'opera scritto nel 1949, sottolineò in questo un ponte tra tradizione e innovazione: 
(Pierre Boulez)

## Registrazioni
Sonate e Interludi è stato inciso numerose volte nel corso del tempo, sia nella sua interezza sia in estratti. Qui di seguito sono riportate soltanto le registrazioni, in ordine cronologico, del ciclo completo.
| Data di registrazione       | Data di pubblicazione | Titolo                                                                          | Esecutori                                  | Etichetta discografica                                     | Note |
| --------------------------- | --------------------- | ------------------------------------------------------------------------------- | ------------------------------------------ | ---------------------------------------------------------- | --- |
| 1951                        | 1951                  | John Cage: Sonatas And Interludes For Prepared Piano                            | Maro Ajemian                               | Dial Records (19–20)                                       | Ristampato nel 1965 dalla Composers Recordings Inc. e per la prima volta su CD il 14 novembre 1995 (CRI 700); él records lo ripubblicò su medesimo supporto successivamente (ACMEM88CD) |
| 1965                        | 1966                  | Yuji Takahashi plays John Cage - Sonatas and Interludes Vol.1-2                 | Yūji Takahashi                             | Fylkingen Records (FYCD 1010, mono)                        | |
| 1971                        | 2010 (1 marzo)        | Sonatas and Interludes for Prepared Piano                                       | John Damgaard                              | ClassicO (CLASSCD272)                                      | La registrazione era già stata inserita all'interno della raccolta Music Of The 20th Century "Avantgarde", pubblicata da Quadromania il 16 maggio 2005 (222190-444) e contenente anche alcuni lavori di John Tavener, György Ligeti e Alfred Schnittke |
| 1974 (dicembre)             | 1975                  | Sonatas & Interludes For Prepared Piano                                         | John Tilbury                               | Decca Head                                                 | Ristampato in Europa su CD il primo giugno 2006 da Explore Records (EXP0004) e il 29 maggio 2012 dalla Decca (478 4250) |
| 1975 (dicembre)             | 1976                  | John Cage: Sonatas and Interludes for Prepared Piano                            | Yuji Takahashi                             | Denon/Columbia Music Entertainment (COCO-70757)            | Ristampato su CD in Europa nel dicembre 2004 e nel 2012 dalla Denon (COCO-73318) |
| 1975                        | 1989                  | John Cage: Sonatas and Interludes for Prepared Piano                            | Joshua Pierce                              | Wergo (WER 60156-50)                                       | |
| 1980                        | 1983                  | Sonatas And Interludes                                                          | Gérard Frémy                               | Etcetera Records (ETC 2001)                                | Ristampato nei Paesi Bassi nel 1987 dalla Etcetera (KTC 2001) e in Francia nel 1999 dalla Pianovox (PIA 521–2) e nel 2002 dalla Ogam (488004-2) |
| 1981                        | 1981                  | Sonatas and Interludes - Music for Marcel Duchamp                               | Nada Kolundžija                            | Diskos (LPD-930)                                           | Contiene anche Music for Marcel Duchamp |
| 1986 (8-9 aprile)           | 1986                  | Sonatas And Interludes For Prepared Piano (1946-1948)                           | Darryl Rosenberg                           | VQR Digital (VQR 2001)                                     | |
| 1988                        | 1992                  | Between the Keys: Microtonal Masterpieces of the 20th Century                   | Joshua Pierce                              | Newport Classic (NPD 85526)                                | Comprende anche incisioni di Three Quarter-Tone Pieces For Two Pianos di Charles Ives, Meditation On Two Themes From The Day Of Existence, Op. 7 di Ivan Wyschnegradsky e Yankee Doodle Fantasy di Harry Partch, registrate col supporto di altri musicisti |
| 1991                        | 2001                  | Zeitenwechsel 1: John Cage Sonatas and Interludes                               | Mario Bertoncini                           | Edition RZ (Parallele 20001)                               | |
| 1992                        | 1993                  | Music by John Cage for Prepared Piano                                           | Nigel Butterley                            | Tall Poppies (TP025)                                       | Contiene anche Music for Marcel Duchamp e The Wonderful Widow of Eighteen Springs |
| 1994                        | 1999                  | Sonatas and Interludes for prepared piano by John Cage                          | Louis Goldstein                            | Greensye Music (4794)                                      | Include Dream, composto nel 1948 |
| 1994                        | 1996                  | The Piano Works 2 - Sonatas And Interludes For Prepared Piano                   | Philipp Vandré                             | Mode (mode 50)                                             | Secondo le note di copertina, è la prima registrazione effettuata su un Steinway mezza coda di tipo "O", dello stesso modello col quale Cage compose originariamente il ciclo |
| 1995                        | 1996                  | John Cage: Sonatas and Interludes for Prepared Piano                            | Julie Steinberg                            | Music & Arts (937)                                         | Ristampato negli Stati Uniti d'America nel febbraio 2005 su CD dalla Music & Arts (CD-937) |
| 1996                        | 1996                  | Sonatas and Interludes                                                          | Markus Hinterhäuser                        | Col Legno (WWE 1CD 20001)                                  | |
| 1996                        | 1997                  | John Cage: Complete Piano Music Vol. 1 - The Prepared Piano 1940-1952           | Steffen Schleiermacher                     | Musikproduktion Dabringhaus Und Grimm (MDG 613 0781-2)     | Parte della serie di diciotto CD John Cage: Complete Piano Works e contenente tutte le composizioni di Cage datate tra il 1940 e il 1952 (da Bacchanale a Sonata For Prepared Piano) |
| 1996                        | 1997 (2 maggio)       | Sonatas And Interludes                                                          | Jean Pierre Dupuy                          | Stradivarius (STR 33422)                                   | |
| 1997                        | 1998                  | Sonatas and Interludes                                                          | Aleck Karis                                | Bridge Records (Bridge 9081 A/B)                           | Include una lettura dello stesso Cage del suo scritto Composition in Retrospect |
| 1998 (11-13 luglio)         | 1999                  | Sonatas And Interludes For Prepared Piano                                       | Boris Berman                               | Naxos (8.554345)                                           | |
| 1998                        | 1998                  | Perilous Night                                                                  | Joanna MacGregor                           | Sound Circus (SC 003)                                      | Contenente anche Perilous Night. Con l'acquisizione della Sound Circus da parte della Warner Classics, l'incisione fu ristampata nel 2016 (come Piano Works by John Cage) e inserita nell'album Joanna MacGregor plays Cage & Nancarrow (assieme a composizioni di Conlon Nancarrow, Matthew Fairclough, Talvin Singh, Django Bates, Mary Black, Deirdre Gribbin, Robin Hartwell, Jonathan Harvey, Peter O'Brien, Stephen Pratt, Andrew Toovey e Mike Wilson) pubblicato il 29 settembre 2011 (2564 67856-6) |
| 1999 (23 maggio)            | 1999                  | John Cage - A Tribute                                                           | Joshua Pierce                              | Ants Records (AG 06)                                       | Registrazione del concerto-tributo di Pierce al Microthon Festival di New York |
| 1999                        | 1999                  | Sonatas and Interludes for Prepared Piano                                       | Giancarlo Cardini                          | Materiali Sonori (90115)                                   | |
| 1999                        | 1999                  | John Cage: Sonatas and Interludes (1946-1948)                                   | Kumi Wakao                                 | Mesostics (MESCD-0011)                                     | |
| 2000 (22 aprile)            | 2002                  | Live at the DOM                                                                 | Joshua Pierce                              | SoLyd Records (SLR 0303)                                   | Registrazione del concerto tenutosi durante l'Alternativa Festival al DOM di Mosca, durante il quale vennero eseguiti anche Three Page Sonata di Ives e Meditations On Two Themes Of The Day Of Existence, Op. 7 di Wishnegradsky con altri musicisti |
| 1993 (agosto)-2000 (agosto) | 2003 (22 aprile)      | Locations: Cage - Sonatas and Interludes; Herbert Henck - Festeburger Fantasien | Herbert Henck                              | ECM (New Series 1842)                                      | Contiene, nel secondo CD, Festeburger Fantasien, due serie di improvvisazioni per pianoforte normale e preparato originali di Henck. Il 13 luglio 2018 la casa discografica lo rese disponibile al download digitale |
| 2002                        | 2002                  | John Cage: Sonatas and Interludes for Prepared Piano                            | Tim Ovens                                  | CordAria (CACD 566)                                        | Doppio disco con CD-ROM contenente una biografia di Cage, un catalogo delle sue opere, un pianoforte preparato interattivo, ricette di cucina, informazioni su Tim Ovens e altro ancora. L'etichetta discografica lo ristampò il 24 dicembre 2013 |
| 2002 (18 luglio)            | 2012                  | Sonatas and Interludes                                                          | James Tenney                               | hat[now]ART (hat[now]ART 152)                              | |
| 2002                        | 2003                  | John Cage - Sonatas and Interludes                                              | Claudia Birkholz                           | Starfish Music (CD 00203-9)                                | |
| 2004                        | 2004                  | Sonatas & Interludes                                                            | Nora Skuta                                 | Hevhetia Records (HV 0011-2-131)                           | |
| 2005                        | 2007                  | Complete Music for Prepared Piano                                               | Giancarlo Simonacci                        | Brilliant Classics (8189)                                  | Triplo album contenente le esecuzioni di tutto il repertorio musicale per piano preparato composto da Cage, da Bacchanale (1940) a Concerto for Prepared Piano and Chamber Orchestra (1950-51), svoltesi tra maggio 2005 (a Roma) e aprile 2006 (a Fiesole) |
| 2006                        | 2006                  | The Works For Piano 7                                                           | Margaret Leng Tan                          | Mode Records (Mode 158)                                    | Contiene anche Chess Pieces e Chess Serenade (entrambi del 1944, ma composti l'uno da Cage e l'altro da Vittorio Rieti) e un DVD con tre documentari sul piano preparato |
| 2006 (2 maggio)             | 2012 (27 novembre)    | John Cage: Sonatas and Interludes                                               | Susan Švrček                               | Centaur Records (3137)                                     | |
| 2008                        | 2009                  | John Cage: Sonatas and Interludes                                               | Carlos Apellàniz                           | Rozart (SOLO 001)                                          | |
| 2011                        | 2012 (18 gennaio)     | Preparado em Curitiba: John Cage - Sonatas e Interlúdios para Piano             | Grace Torres e Lilian Nakahodo             | MCK (MICROPAC029)                                          | |
| 2011 (7-8 ottobre)          | 2012 (12 giugno)      | John Cage: Sonatas and Interludes                                               | Cédric Pescia                              | æon (AECD 1227)                                            | |
| 2011 (21-23 marzo)          | 2012 (5 settembre)    | John Cage: Sonatas and Interludes                                               | Nurit Tilles                               | John Cage Trust (JC 433-2012LP)                            | Un'edizione limitata a 433 copie per commemorare il centenario della nascita di Cage |
| 2012                        | 2012                  | John Cage (1912-1992) - 100th Anniversary                                       | The Moscow State Tchaikovsky Conservatoire | The Moscow State Tchaikovsky Conservarote (SMCCD 0135-136) | Doppio album contenente anche Credo in US, Prelude for Meditation, The Perilous Night, Aria, Notturno, Amores, Six Melodies, The Wonderful Widow of Eighteen Springs, Nowth upon Nacht, Living Room Music e In a Landscape. Il ciclo è eseguito da Olga Pashchenko, Elizaveta Miller, Alexei Grots e Vladimir Ivanov |
| 2014                        | 2014 (4 aprile)       | John Cage: Sonatas and Interludes                                               | Antonis Anissegos                          | Wergo (WER 67822)                                          | |
| 2014                        | 2014 (11 novembre)    | Sonatas and Interludes/In a Landscape                                           | Kate Boyd                                  | Navona Records (NV5984)                                    | Contiene anche In a Landscape |
| 2015                        | 2015 (19 agosto)      | John Cage: Sonatas and Interludes                                               | Kathleen Solose                            | Arielarts (9975171)                                        | |
| 2017                        | 2017 (12 marzo)       | What are they Doing to that Piano?                                              | Bowed Piano Ensemble                       | Navona Records (NV 6100)                                   | Cofanetto di cinque CD contenente In a Landscape e composizioni varie di Stephen Scott, Sidney Bailin, Matthew Durrant, Rachel Lee Guthrie, Amir Zaheri, Richard Pressley, Byron Petty, Ron Nagorcka, Robert A. Baker e Gheorghe Costinescu, suonati con altri elementi orchestrali |

## Influenza culturale
Sonate e interludi e Concerto per pianoforte e orchestra furono un'importante fonte di ispirazione per il compositore italiano Francesco Pennisi, il quale, dopo aver assistito alla loro esecuzione da parte di John Tilbury presso le manifestazioni promosse dall'associazione Nuova Consonanza nel febbraio 1970, rimase affascinato dalle deviazioni timbriche che offriva la preparazione del piano, tant'è vero che si mise ad analizzare gli spartiti dopo averli ricopiati a mano. Da questi suoi studi compose La lune offensée (1970-1971), per pianoforte a diciassette corde preparate e orchestra da camera.